# Theophil Henry Hildebrandt
Theophil Henry Hildebrandt (Dover, 24 de julho de 1888 — Ann Arbor, 9 de outubro de 1980) foi um matemático estadunidense.